# En Comú Podem-Guanyem el Canvi
|  | No s'ha de confondre amb En Comú Podem-Podem en Comú. |

En Comú Podem (ECP) fou una coalició política d'àmbit català que va néixer després de les eleccions municipals del 2015 amb l'acord entre diverses organitzacions —Podem, Equo i Barcelona en Comú— per crear un espai polític més ampli que pogués recollir suports transversals. També se'ls coneix amb el sobre nom de "Els Comuns". Va néixer a l'octubre de 2015 amb l'objectiu de presentar-se a les eleccions generals espanyoles de 2015 en les quatre circumscripcions electorals de Catalunya.

## Antecedents
Com a resposta a la divisió dels moviments d'esquerra la plataforma social Unitat Popular en Comú va intentar la confluència de totes les organitzacions de cara a crear una candidatura única per a les eleccions generals espanyoles de 2015, però Podem va rebutjar a integrar-se en aquest moviment, i finalment es va formar la coalició Unitat Popular amb Esquerra Unida, Unitat Popular en Comú, Chunta Aragonesista, Izquierda Asturiana, Batzarre, Construint l'Esquerra-Alternativa Socialista, Segoviemos i Esquerra Castellana.

## Història
En Comú Podem va néixer a l'octubre de 2015 amb l'objectiu de presentar-se a les eleccions generals espanyoles de 2015 en les quatre circumscripcions electorals de Catalunya. En Comú Podem mantenia relació d'igual a igual amb Podem
A les eleccions generals de 2015 ECP va ser el partit més votat amb l'historiador Xavier Domènech com a cap de llista, i va obtenir 924.847 vots (el 24,73% del total), fet que li atorgava 12 escons al congrés dels diputats. Van celebrar la nit electoral a l'Estació del Nord de Barcelona. ECP, no obstant això, davant la no acceptació de la voluntat de constituir grup propi per part de les Meses del Congrés i del Senat controlades per una majoria del PP i Ciutadans, va optar per integrar-es en un grup amb Podemos i En Marea, però amb veu pròpia i llibertat de vot.
A les eleccions al Parlament de Catalunya de 2017 el seu candidat fou Xavier Domènech, que va obtenir vuit diputats amb 326.360 i el 7.46٪ dels vots.
A les eleccions generals espanyoles d'abril de 2019 ECP va aconseguir 7 escons i s'integrà al grup d'Unides Podem. Va passar a ser la tercera força de Catalunya. El seu cap de llista era el tinent d'alcalde de l'Ajuntament de Barcelona, Jaume Asens i Llodrà.
A les eleccions al Parlament de Catalunya de 2021 la seva candidata fou Jéssica Albiach repetint els vuit diputats de 2017 però baixant a 195.345 vots, el 6.87٪ dels total.
Al març de 2024, Catalunya en Comú i Podem Catalunya no van repetir la coalició per a les eleccions catalanes del 2024 i Catalunya en Comú es va presentar sota la marca Comuns-Sumar. En canvi, podem va decidir no presentar-se i no donar suport en cap altre partit.

## Programa electoral
Els punts centrals del seu programa sempre han estat la defensa dels serveis públics i la necessitat d'ampliar-los. Així com l'aposta pel diàleg com a mètode per resoldre el conflicte territorial de Catalunya. També van fer una senya d'identitat dels conceptes de radicalitat democràtica i transparència. A més, en política econòmica, proposen un horitzó verd com manera per construir un nou model producitiu. El feminisme també ha estat sempre un dels seus punts forts.